# Waga półciężka
Waga półciężka – kategoria wagowa zawodników sportów walki oraz sztangistów.

## Informacje
Waga półciężka występuje przede wszystkim w sportach walki. W boksie czy w MMA została zunifikowana przez największe federację w przeciwieństwie do kick-boxingu gdzie nie ma zunifikowanych kategorii i limity wagowe zależą głównie od danej federacji czy związku sportowego w jakim zostały ustalone.
Limity wagowe zmieniały się na przestrzeni lat w poszczególnych sportach i aktualnie wyglądają następująco: 
- Boks – do 79,3 kg (-175 lb)[1][2]
- Boks tajski – ok. 79,3 kg (175 lb)[3]
- Kick-boxing[4]:
  - GLORY – do 95 kg (-209 lb)[5]
  - ISKA – do 81,5 kg (-179 lb)[6]
  - WAKO – do 81,4 kg (-179,4 lb)[7]
  - WKN – do 82,1 kg (-181 lb)[8]
- MMA – do 93 kg (-205 lb)[9]
- Podnoszenie ciężarów – 102 kg (kobiety 81 kg)[10]